# Morocco Tennis Tour Rabat
Il Morocco Tennis Tour è stato un torneo professionistico di tennis giocato sulla terra rossa, che faceva parte dell'ATP Challenger Tour e dell'ITF Women's Circuit. Si giocava annualmente a Rabat in Marocco dal 2007 al 2012.

## Albo d'oro

### Singolare maschile
| Anno | Campione              | Finalista                | Punteggio |
| ---- | --------------------- | ------------------------ | --------- |
| 2012 | Martin Kližan         | Filippo Volandri         | 6–2, 6–3  |
| 2011 | Ivo Minář             | Peter Luczak             | 7–5, 6–3  |
| 2010 | Rubén Ramírez Hidalgo | Marcel Granollers        | 6–4, 6–4  |
| 2009 | Laurent Recouderc     | Santiago Ventura         | 6–0, 6–2  |
| 2008 | Thomaz Bellucci       | Martín Vassallo Argüello | 6–2, 6–2  |
| 2007 | Stefano Galvani       | Olivier Patience         | 6–1, 6–1  |

### Doppio maschile
| Anno | Campioni                               | Finalisti                              | Punteggio              |
| ---- | -------------------------------------- | -------------------------------------- | ---------------------- |
| 2012 | Íñigo Cervantes Federico Delbonis      | Martin Kližan Stéphane Robert          | 6(3)–7, 6–1, [10-5]    |
| 2011 | Alessio Di Mauro Simone Vagnozzi       | Evgenij Korolëv Jurij Ščukin           | 6–4, 6–4               |
| 2010 | Ilija Bozoljac Daniele Bracciali       | Oleksandr Dolgopolov Jr. Dmitrij Sitak | 6–4, 6–4               |
| 2009 | Rubén Ramírez Hidalgo Santiago Ventura | Michael Kohlmann Philipp Marx          | 6–4, 7–6(5)            |
| 2008 | Guillermo García López Mariano Hood    | Marc Fornell-Mestres Caio Zampieri     | 6–3, 6–2               |
| 2007 | Jurij Ščukin Orest Tereščuk            | Peter Luczak Boris Pašanski            | 6(8)–7, 7–6(4), [10–3] |

### Singolare femminile
| Anno | Campionessa     | Finalista          | Punteggio        |
| ---- | --------------- | ------------------ | ---------------- |
| 2011 | Nina Bratčikova | Maria João Koehler | 3-6, 6-4, 6-1    |
| 2012 | Jasmina Tinjić  | Kirsten Flipkens   | 7–6(4), 2–6, 7–5 |
| 2013 | Laura Pous Tió  | Sandra Zaniewska   | 6–3, 6–0         |

### Doppio femminile
| Anno | Campionesse                  | Finaliste                         | Punteggio           |
| ---- | ---------------------------- | --------------------------------- | ------------------- |
| 2011 | Eva Hrdinová Karin Knapp     | Iveta Gerlová Lucie Kriegsmannová | 6-4, 6-1            |
| 2012 | Jana Čepelová Réka-Luca Jani | Anastasia Grymalska Ilona Kramen' | 6(4)–7, 6–1, [10–4] |
| 2013 | Justine Ozga Anna Zaja       | Elica Kostova Sandra Zaniewska    | 6–4, 6–2            |